# Сьєраневада
«Сьєраневада» (англ. Sieranevada) — румунський драматичний фільм, знятий Крісті Пую. Світова прем'єра стрічки відбулась 12 травня 2016 року на Каннському кінофестивалі. Фільм розповідає про возз'єднання сім'ї з нагоди вшанування пам'яті недавно померлого патріарха.
Фільм був висунутий Румунією на премію «Оскар» за найкращий фільм іноземною мовою.

## У ролях
- Мімі Бренеску
- Богдан Думітраке

## Визнання
| Нагороди та номінації фільму «Сьєраневада» | Нагороди та номінації фільму «Сьєраневада» | Нагороди та номінації фільму «Сьєраневада» | Нагороди та номінації фільму «Сьєраневада» | Нагороди та номінації фільму «Сьєраневада» | Нагороди та номінації фільму «Сьєраневада» |
| Рік                                        | Кінопремія / Кінофестиваль                 | Категорія / Нагорода                       | Номінант                                   | Результат                                  |                                            |
| ------------------------------------------ | ------------------------------------------ | ------------------------------------------ | ------------------------------------------ | ------------------------------------------ | ------------------------------------------ |
| 2016                                       | Каннський кінофестиваль                    | «Золота пальмова гілка» за найкращий фільм | «Сьєраневада»                              | Номінація                                  |                                            |
| 2016                                       | Міжнародний кінофестиваль у Чикаго         | «Золотий Г'юго» за найкращий фільм         | «Сьєраневада»                              | Перемога                                   |                                            |